# John de Lacy, 1. Earl of Lincoln

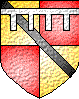
Wappen von John de Lacy

John de Lacy, 1. Earl of Lincoln (nach anderer Zählung auch 3. Earl of Lincoln; * um 1192; † 22. Juli 1240) war ein englischer Magnat.

## Herkunft und Jugend
John entstammte der Familie Lacy, einer der ältesten, reichsten und bedeutendsten Familien des anglonormannischen Adels. Er war der älteste Sohn und Haupterbe von Roger de Lacy († 1211), dem Constable von Chester, und von Maud (oder Matilda) de Clere. Über seine Kindheit und Jugend ist nichts bekannt. Als sein Vater starb, war er noch minderjährig, erst im September 1213 konnte er sein umfangreiches Erbe in Besitz nehmen. Das Erbe umfasste Ländereien in den nördlichen Midlands und in Nordengland mit über 100 Knight’s fees und den Baronien von Pontefract in Yorkshire und Clitheroe, Penwortham, Widnes und Halton in Lancashire. Damit Lacy sein Erbe antreten konnte, verlangte König Johann Ohneland, dass er innerhalb von drei Jahren die immens hohe Gebühr von 7000 Mark bezahlte. Als Sicherheit verlangte der König, dass ihm die beiden wichtigsten Burgen des Erbes, Pontefract und Castle Donington in Leicestershire übergeben wurden. Lacy musste dabei die Kosten für die Besatzungen tragen, und im Falle einer Rebellion drohte ihm der König mit Enteignung.

## Wechselnde Haltung während des Ersten Kriegs der Barone
1214 nahm Lacy am erfolglosen Feldzug des Königs ins Poitou teil. Im selben Jahr übergab ihm der König Donington Castle, wofür Lacy jedoch seinen jüngeren Bruder als Geisel stellen musste. Zusammen mit dem König legte er am 4. März 1215 ein Kreuzzugsgelübde ab. König Johann stand ab 1214 einer immer stärker werdenden Adelsopposition gegenüber, doch noch Ende Mai 1215 gehörte Lacy zu den Unterstützern des Königs. Als sich jedoch auch die City of London den Rebellen anschloss, wechselte auch Lacy die Seiten. Obwohl ihm der König nach seinem Kreuzzugsgelübde die noch offenen Schulden von 4200 Mark erlassen hatte, war die hohe Gebühr, die Lacy für den Antritt seines Erbes zahlen sollte, sicher der Hauptgrund für Lacys Parteiwechsel. Im Juni 1215 war Lacy bei der Anerkennung der Magna Carta durch den König zugegen und wurde zu einem der 25 Barone gewählt, die die Einhaltung ihrer Bestimmungen durch den König überwachen sollten. Er befehligte die Streitkräfte der Rebellen in Yorkshire und Nottinghamshire, doch während des folgenden Ersten Kriegs der Barone schwankte er zwischen der Partei des Königs und den Rebellen. Neujahr 1216 unterwarf er sich dem König, der ihn zwang, der Magna Carta abzuschwören und ihm erneut seinen Bruder als Geisel zu stellen. Nachdem er zunächst weiter den König unterstützt hatte, schloss er sich noch vor Johanns Tod im Oktober 1216 wieder den Rebellen an. Nach der verlorenen Schlacht von Lincoln im Mai 1217 wechselte er jedoch wieder das Lager und schwor im August dem jungen König Heinrich III. die Treue. Der Regentschaftsrat beauftragte ihn im September 1217, die Übergabe von Carlisle Castle durch den schottischen König Alexander II. zu überwachen. Zu dieser Zeit plante Lacy bereits, sein Kreuzzugsgelübde zu erfüllen. Im Mai 1218 brach er zusammen mit seinem Oberherrn Ranulf de Blondeville, 4. Earl of Chester zum Kreuzzug von Damiette auf. Im August 1220 kehrte er zusammen mit dem Earl of Chester nach England zurück. Seine Bindung an seinen Oberherrn festigte er 1221 durch die Heirat mit Margaret de Quincy, einer Nichte des Earls.

## Unterstützer von Heinrich III.
Im Februar 1221 unterstützte er während der Rebellion von William de Forz die Belagerung von Skipton Castle. Im Winter 1223 bis 1224 gehörte er mit dem Earl of Chester der Adelsopposition gegen den Justitiar Hubert de Burgh an. Er unterwarf sich jedoch wieder dem König und nahm 1224 an der Belagerung des von Rebellen gehaltenen Bedford Castle teil. Im Februar 1225 bezeugte er die erneute Anerkennung der Magna Carta durch Heinrich III. 1226 diente er als königlicher Richter von Lincolnshire und Lancashire. Er gehörte zu der englischen Gesandtschaft, die sich 1227 in Antwerpen mit deutschen Fürsten traf, und nahm 1230 am Frankreichfeldzug Heinrichs III. teil. Nach dem fehlgeschlagenen Feldzug war er einer der englischen Unterhändler, die einen Waffenstillstand mit Frankreich aushandelten. Zum Dank übergab ihm der König Collingham in Yorkshire sowie Bardsey in Lincolnshire.
Im Sommer 1232 unterstützte er erneut die Adelsopposition unter dem Earl of Chester gegen Hubert de Burgh, der Ende Juli als Justitiar entlassen wurde. Nachdem de Burgh in Devizes Castle inhaftiert worden war, stellte Lacy einen der vier Ritter, die ihn bewachen sollten. Das neue Regime unter Peter des Roches unterstützte er jedoch nur halbherzig, vermutlich beruhte seine Unterstützung für des Roches auf dem Wunsch, zum Earl of Lincoln erhoben zu werden. Nach einer noch vor dem Tod des Earls of Chester am 26. Oktober 1232 geschlossenen Vereinbarung erbte Hawise, die Schwester des Earls, dessen Titel Earl of Lincoln, den sie dann ihren Schwiegersohn Lacy weitergab. Am 22. November 1232 wurde Lacy offiziell zum Earl of Lincoln erhoben und erhielt damit ein Drittel der Steuereinnahmen aus Lincolnshire. Daneben erbte er weitere Güter des Earls of Chester, darunter Teile der Herrschaft Leeds. Im Herbst 1233 unterstützte Lacy den König während der Rebellion von Richard Marshal bei der Verteidigung der Welsh Marches. Nach der Chronik von Roger von Wendover wurde Lacy dabei von Peter des Roches bestochen, der ihm dafür die Vormundschaft des minderjährigen Erben und die Einkünfte aus den Besitzungen von Nigel de Mowbray gegen die geringe Gebühr von 1000 Mark versprach. Des Roches wurde jedoch im Frühjahr 1234 gestürzt. Lacy stieg nun zu einem der wichtigsten Ratgeber des Königs auf und übernahm 1236 bei der Krönung von Königin Eleonore wichtige zeremonielle Aufgaben.
1237 gehörte Lacy zu Gesandtschaften nach Schottland und Wales, dazu bezeugte er die erneute Anerkennung der Magna Carta durch den König. Der König übertrug ihm dafür nach dem Tod von John of Scotland, Earl of Chester 1237 die Verwaltung von Cheshire. Lacy bot dem König 5000 Mark für das Recht, seine Tochter Maud mit dem minderjährigen Richard de Clare, dem Erben der Familie Clare, verheiraten zu können. Der König versuchte zunächst, den jungen Clare mit einer seiner französischen Verwandten zu verheiraten. Nachdem dies gescheitert war, erwarb Lacy das Recht zur Verheiratung für nur 3000 Mark. Richard von Cornwall, der jüngere Bruder des Königs, hatte bei diesem Arrangement zunächst Lacy unterstützt, doch schließlich verübelte er dessen bevorzugte Stellung beim König und versuchte 1238 eine erfolglose Revolte gegen seinen Bruder. Lacys Einfluss am Hof nahm nach 1238 jedoch ab, vermutlich wegen einer langfristigen Erkrankung.
Neben Stiftungen für die Kirche von Pontefract und für das Zisterzienserkloster Stanlaw Abbey in Leicestershire erließ John die älteste erhaltene Charta für Rochdale. Er wurde nah seinem Vater im Chor der Kirche von Stanlaw Abbey begraben. Als das Kloster in den 1290er Jahren nach Whalley verlegt wurde, wurden seine Gebeine dorthin umgebettet.

## Familie und Nachkommen
Lacy war seit 1221 mit Margaret, einer Tochter von Roger de Quincy, dem ältesten Sohn von Saer de Quincy, 1. Earl of Winchester verheiratet. Nach späteren Angaben aus dem 15. Jahrhundert hatte Lacy bereits 1214 in erster Ehe Alice, eine Tochter des anglonormannischen Barons Gilbert de l’Aigle (Haus l’Aigle) geheiratet, diese Heirat wird jedoch in älteren Chroniken nicht erwähnt. Aus seiner 1221 geschlossenen Ehe mit Margaret hatte er mehrere Kinder, darunter:
- Maud de Lacy (1223–1289) ⚭ Richard de Clare
- Edmund de Lacy (um 1230–1258)

Sein Erbe wurde sein Sohn Edmund. Nach seinem Tod heiratete seine Frau 1242 Walter Marshal.